# Станислав Островски
Станѝслав Остро̀вски (на полски: Stanisław Ostrowski) е полски политик.
По професия е лекар дерматолог. Служи в Полските легиони и Полската войска. Става депутат в Сейма на Втората Жечпосполита – в III, IV и V сесия (1930 – 1939), и последен полски кмет на Лвов (1936 – 1939), а след Втората светвна война е президент на Полша в изгнание (1972 – 1979).